# 선에어 오브 스칸디나비아
선에어 오브 스칸디나비아(영어: Sun Air of Scandinavia)는 덴마크의 항공사로 총 12개 노선을 취항하고 있다. 본사는 덴마크 빌룬에 위치해 있으며 1978년에 설립했다. 또한 사용하고 있는 허브 공항으로 빌룬 공항이 있다.

## 보유 기종
- 2012년 4월 기준으로 선에어 오브 스칸디나비아는 다음과 같은 기종을 보유하고 있다.

## 사진

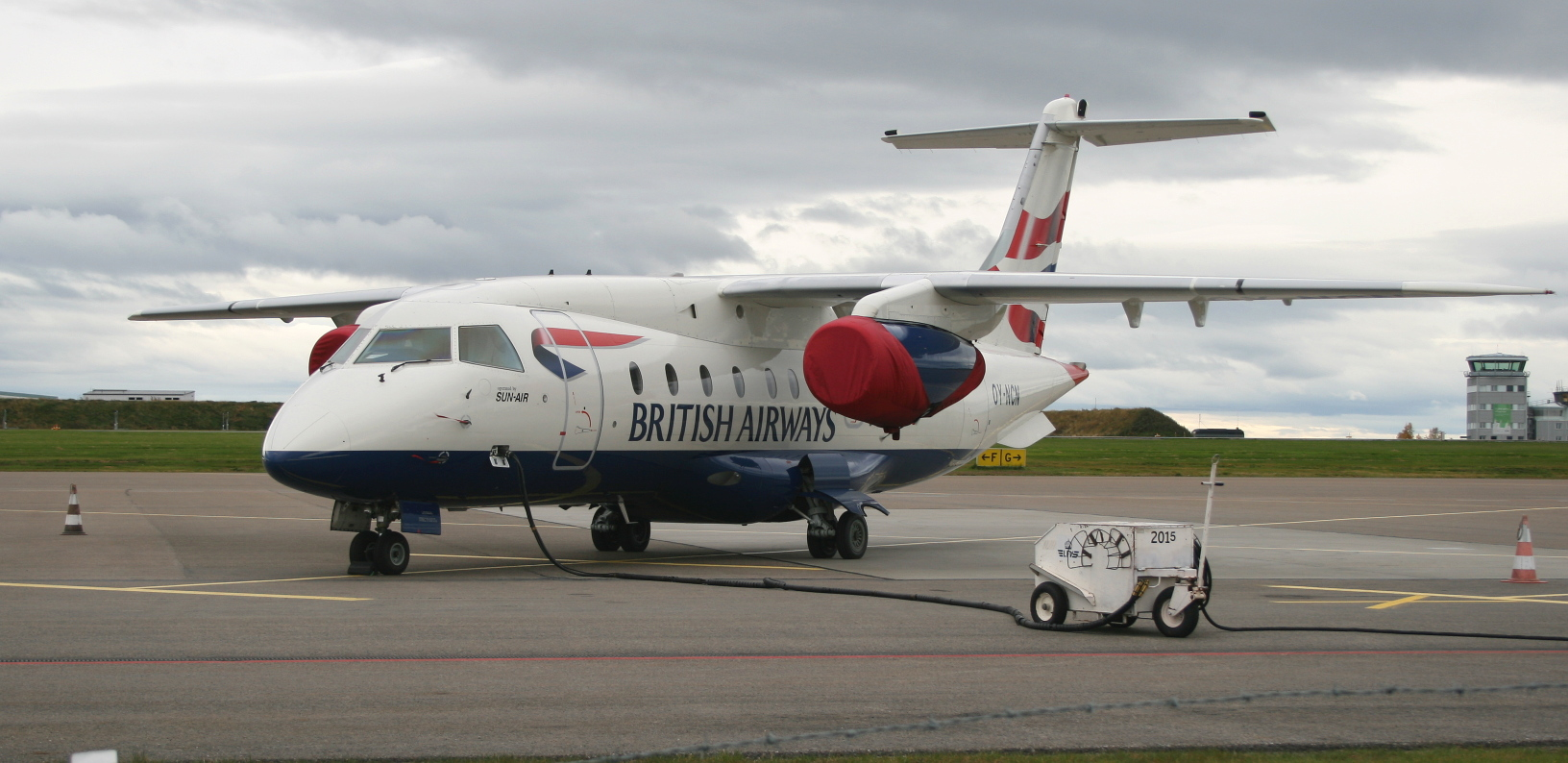
선에어 오브 스칸디나비아의 페어차일드 도니어 328제트
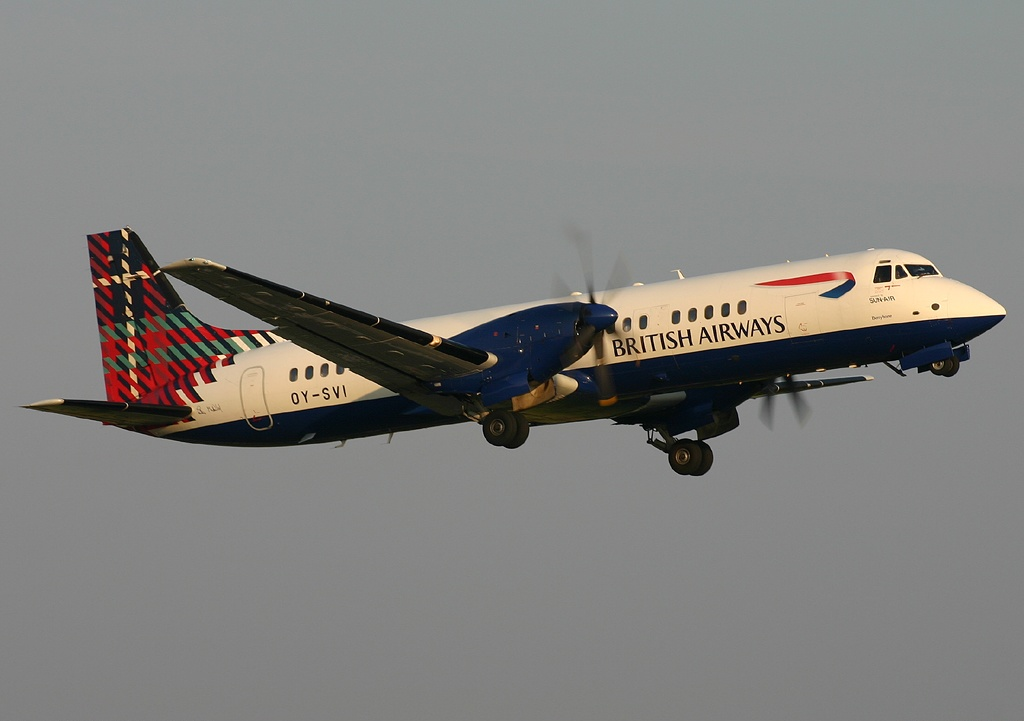
선에어 오브 스칸디나비아의 브리티시 에어로스페이스 ATP
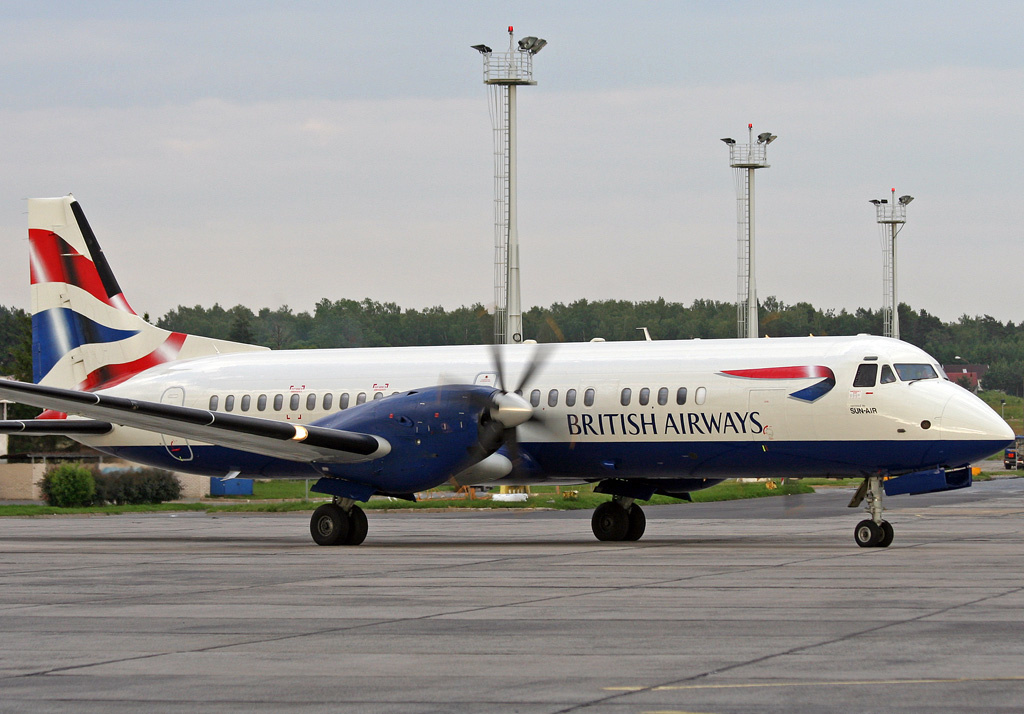
선에어 오브 스칸디나비아의 브리티시 에어로스페이스 ATP